# Kittlitzer Hofsee und Umgebung
Der Kittlitzer Hofsee und Umgebung ist ein Naturschutzgebiet in den schleswig-holsteinischen Gemeinden Kittlitz und Salem im Kreis Herzogtum Lauenburg.

## Allgemeines
Das rund 178 Hektar große Naturschutzgebiet ist unter der Nummer 195 in das Verzeichnis der Naturschutzgebiete des Ministeriums für Landwirtschaft, Umwelt und ländliche Räume eingetragen. Es wurde 2008 ausgewiesen (Datum der Verordnung: 27. Oktober 2008). Es ist größtenteils Bestandteil des FFH-Gebietes „Amphibiengebiete westlich Kittlitz“ und vollständig Bestandteil des EU-Vogelschutzgebietes „Schaalsee-Gebiet“. Zuständige untere Naturschutzbehörde ist der Kreis Herzogtum Lauenburg.

## Beschreibung
Das Naturschutzgebiet liegt südöstlich von Ratzeburg im Naturpark Lauenburgische Seen zwischen den Orten Mustin, Kittlitz und dem Salemer Ortsteil Dargow. Es besteht aus einem eiszeitlichen Talsystem und stellt den Kittlitzer Hofsee mit dem Kittlitzer Bach und den Dargower Graben mit seiner Umgebung sowie in einem zweiten Teilbereich den Kleingewässerbereich zwischen Mustin und Kittlitz unter Schutz. Das Naturschutzgebiet wird vom Kittlitzer Hofsee und dem Bachsystem mit ausgeprägten Senken und Hangkanten geprägt. Es zeichnet sich neben dem See durch Tümpel und Kleingewässer mit Verlandungsbereichen, Großseggenriedern, Röhrichten, Bruchwälder und Sukzessionsflächen aus. In den Randbereichen sind Waldflächen sowie Acker- und Grünlandflächen in das Naturschutzgebiet einbezogen.
Das Naturschutzgebiet wird größtenteils von landwirtschaftlichen Nutzflächen umgeben. Im Westen schließt sich mit dem Eichhorst ein von Buchen geprägtes Waldgebiet an. Das Naturschutzgebiet bietet zahlreichen Tieren und Pflanzen einen Lebensraum, darunter Amphibien wie Kammmolch und Rotbauchunke, Vögel wie Kranich, Mittelspecht, Schwarzspecht, Neuntöter, Rohrweihe, Wespenbussard, Gänsesäger, Kiebitz und Wachtel sowie Zwergsäger, Reiherente und Löffelente, die das Gebiet als Rastgebiet nutzen. Der Weißstorch sucht das Gebiet als Nahrungsgast auf.
Die Gewässer im Naturschutzgebiet zeichnen sich durch meist arten- und strukturreich ausgebildete Laichkraut- und Schwimmblattvegetation aus.